# UCI Europe Tour 2013
De UCI Europe Tour 2013 was de negende uitgave van de UCI Europe Tour, een van de vijf Continentale circuits op de wielerkalender 2013 van de UCI. Deze competitie omvatte meer dan 300 wedstrijden en liep van 27 januari 2013 tot en met 20 oktober 2013.
Dit is een overzichtspagina met klassementen, ploegen en de winnaars van de belangrijkste UCI Europe Tour wedstrijden in 2013.

## Uitslagen belangrijkste wedstrijden
Zijn opgenomen in deze lijst: alle wedstrijden van de UCI Europe Tour-kalender van de categorieën 1.HC, 1.1, 2.HC en 2.1 en de Europese wedstrijden van de UCI Nations Cup U23 / 2013.

### Januari
| Datum | Wedstrijd           | Categorie | Winnaar         | Etappewinnaars |
| ----- | ------------------- | --------- | --------------- | --- |
| 27    | GP La Marseillaise  | 1.1       | Justin Jules    | |
| 30-3  | Ster van Bessèges   | 2.1       | Jonathan Hivert | \| 1 \| Michael van Staeyen \| \| 2 \| Bryan Coquard \| \| 3 \| Jérôme Cousin \| \| 4 \| Bryan Coquard \| \| 5a \| Samuel Dumoulin \| \| 5b \| Anthony Roux \| |
|       |                     |           |                 | |
| 1     | Michael van Staeyen |           |                 | |
| 2     | Bryan Coquard       |           |                 | |
| 3     | Jérôme Cousin       |           |                 | |
| 4     | Bryan Coquard       |           |                 | |
| 5a    | Samuel Dumoulin     |           |                 | |
| 5b    | Anthony Roux        |           |                 | |

### Februari
| 1 | André Greipel          |
| 2 | Lars Boom              |
| 3 | Afgelast               |
| 4 | Jean-Christophe Péraud |
| 5 | Jürgen Roelandts       |

| 1 | Paul Martens |
| 2 | Theo Bos     |
| 3 | Sergio Henao |
| 4 | Tony Martin  |

| 1 | Thor Hushovd |
| 2 | Lars Boom    |

| Proloog | Alejandro Valverde |
| 1       | Jonathan Hivert    |
| 2       | Jonathan Hivert    |
| 3       | Alejandro Valverde |

### Maart
| 1 | Kristof Vandewalle |
| 2 | Danilo Napolitano  |
| 3 | Gerald Ciolek      |

| 1a | Fabio Felline  |
| 1b | Team Katusha   |
| 2  | Diego Ulissi   |
| 3  | Damiano Cunego |
| 4  | Adriano Malori |
| 5  | Damiano Caruso |

| 1 | Theo Bos     |
| 2 | Richie Porte |
| 3 | Chris Froome |

| 1  | Peter Sagan        |
| 2  | Mark Cavendish     |
| 3a | Alexander Kristoff |
| 3b | Sylvain Chavanel   |

### April
| 1  | Matteo Pelucchi |
| 2a | Nacer Bouhanni  |
| 2b | Luke Durbridge  |
| 3  | Pierre Rolland  |
| 4  | Francis Mourey  |

| 1 | Pablo Urtasun    |
| 2 | Juan José Lobato |
| 3 | Rubén Plaza      |

| 1a | Maxime Bouet         |
| 1b | Sky ProCycling       |
| 2  | Kanstantsin Siwtsjow |
| 3  | Ivan Santaromita     |
| 4  | Vincenzo Nibali      |

| 1 | Marcel Kittel   |
| 2 | Aidis Kruopis   |
| 3 | Natnael Berhane |
| 4 | André Greipel   |
| 5 | André Greipel   |
| 6 | Mustafa Sayar   |
| 7 | Marcel Kittel   |
| 8 | Marcel Kittel   |

### Mei
| 1 | Arnaud Démare    |
| 2 | Arnaud Démare    |
| 3 | Arnaud Démare    |
| 4 | Michel Kreder    |
| 5 | Yannick Martinez |

| 1  | Davide Rebellin |
| 2a | Jan Bárta       |
| 2b | Tino Thömel     |
| 3  | Davide Rebellin |

| 1 | Marcel Kittel |
| 2 | Bryan Coquard |
| 3 | Marcel Kittel |

| 1 | Amets Txurruka |
| 2 | Javier Moreno  |

| 1 | Alexander Kristoff   |
| 2 | Alexander Kristoff   |
| 3 | Theo Bos             |
| 4 | Edvald Boasson Hagen |
| 5 | Alexander Kristoff   |

| 1 | André Greipel     |
| 2 | André Greipel     |
| 3 | Tony Martin       |
| 4 | Maksim Iglinski   |
| 5 | Luis León Sánchez |

| 1 | Alex Rasmussen    |
| 2 | Daryl Impey       |
| 3 | Gerald Ciolek     |
| 4 | Adriano Malori    |
| 5 | Heinrich Haussler |

| 1a | Leonid Krasnov      |
| 1b | Gert Jõeäär         |
| 2  | Angelo Furlan       |
| 3  | Bartłomiej Matysiak |

### Juni
| Proloog | Jimmy Engoulvent |
| 1       | Aleksandr Porsev |
| 2       | Giacomo Nizzolo  |
| 3       | Giacomo Nizzolo  |
| 4       | Bob Jungels      |

| Proloog | Robert Wagner |
| 2       | Theo Bos      |
| 3       | Marcel Kittel |
| 4       | Lars Boom     |
| 5       | Pim Ligthart  |

| Proloog | Svein Tuft      |
| 1       | Fabio Felline   |
| 2       | Radoslav Rogina |
| 3       | Brett Lancaster |

| 1 | Yannick Martinez |
| 2 | Yohann Gène      |
| 3 | Thomas Voeckler  |
| 4 | Marco Frapporti  |

| 1 | Vitaliy Popkov    |
| 2 | Michael Schweizer |
| 3 | Konrad Dąbkowski  |
| 4 | Sebastian Forke   |

| 1 | Kevin Seeldraeyers |
| 2 | Kevin Seeldraeyers |
| 3 | Thor Hushovd       |
| 4 | Mathias Frank      |
| 5 | Mathias Frank      |
| 6 | Gerald Ciolek      |
| 7 | Fabian Cancellara  |
| 8 | Omar Bertazzo      |

### Juli
| Proloog | Maros Kovac       |
| 1       | Davide Rebellin   |
| 2       | Markus Eibegger   |
| 3a      | Stefan Schumacher |
| 3b      | Mattia Gavazzi    |

| 1 | Aleksandr Kolobnev |
| 2 | Tom Boonen         |
| 3 | Greg Van Avermaet  |
| 4 | Kenny Dehaes       |
| 5 | Greg Van Avermaet  |

| 1 | Magnus Cort Nielsen |
| 2 | Matti Breschel      |
| 3 | Matti Breschel      |
| 4 | Magnus Cort Nielsen |
| 5 | Wilco Kelderman     |
| 6 | Mark Cavendish      |

### Augustus
| 1 | Simone Ponzi    |
| 2 | Jens Keukeleire |
| 3 | Jens Keukeleire |
| 4 | Anthony Roux    |
| 5 | Nairo Quintana  |

| 1  | Cyclingteam De Rijke |
| 2  | Aleksandr Serov      |
| 3  | Rui Sousa            |
| 4  | Delio Fernández      |
| 5  | Sergio Pardilla      |
| 6  | Manuel Cardoso       |
| 7  | Maxime Daniel        |
| 8  | Raul Alarcon         |
| 9  | Gustavo Veloso       |
| 10 | Jake Keough          |

| 1 | Kenny van Hummel |
| 2 | Thor Hushovd     |
| 3 | Nikias Arndt     |
| 4 | Thor Hushovd     |

| Proloog | Gianni Meersman   |
| 1       | Leonardo Duque    |
| 2       | Grega Bole        |
| 3       | Luis León Sánchez |
| 4       | Wout Poels        |

| 1 | Sergej Tsjernetski |
| 2 | Alexander Kristoff |
| 3 | Katusha Team       |
| 4 | Angélo Tulik       |

| 1 | Martin Elmiger     |
| 2 | Andrea Pasqualon   |
| 3 | Matthieu Ladagnous |
| 4 | Stéphane Rossetto  |

| Proloog | Alexis Gougeard    |
| 1       | Caleb Ewan         |
| 2       | Caleb Ewan         |
| 3       | Michael Valgren    |
| 4       | Ruben Fernandez    |
| 5       | Simon Yates        |
| 6       | Simon Yates        |
| 7       | Julian Alaphilippe |

| 1 | Nacer Bouhanni  |
| 2 | Nacer Bouhanni  |
| 3 | Nacer Bouhanni  |
| 4 | Thomas Voeckler |
| 5 | Jesus Herrada   |

| 1 | Jelle Wallays      |
| 2 | Maarten Tjallingii |

### September
| 1 | Patrik Sinkewitz   |
| 2 | Patrik Sinkewitz   |
| 3 | Aleksej Tsatevitsj |

| 1 | Elia Viviani    |
| 2 | Gerald Ciolek   |
| 3 | Bradley Wiggins |
| 4 | Mark Cavendish  |
| 5 | Sam Bennett     |
| 6 | Simon Yates     |
| 7 | Mark Cavendish  |
| 8 | Mark Cavendish  |

### Oktober
| Datum | Wedstrijd                    | Categorie | Winnaar                     | Etappewinnaars                                                                                          |
| ----- | ---------------------------- | --------- | --------------------------- | --- |
| 2     | Milaan-Turijn                | 1.HC      | Diego Ulissi                | |
| 3     | Ronde van het Münsterland    | 1.1       | Jos van Emden               | |
| 3-6   | Eurométropole Tour           | 2.1       | John Degenkolb              | \| 1 \| Jens Debusschere \| \| 2 \| John Degenkolb \| \| 3 \| Tyler Farrar \| \| 4 \| John Degenkolb \| |
| 6     | Ronde van de Vendée          | 1.HC      | Nacer Bouhanni              | |
| 8     | Memorial Frank Vandenbroucke | 1.1       | Reinardt Janse van Rensburg | |
| 10    | Parijs-Bourges               | 1.1       | John Degenkolb              | |
| 10    | Coppa Sabatini               | 1.1       | Diego Ulissi                | |
| 12    | Ronde van Emilia             | 1.HC      | Diego Ulissi                | |
| 13    | GP Beghelli                  | 1.1       | Leonardo Duque              | |
| 13    | Parijs-Tours                 | 1.HC      | John Degenkolb              | |
| 15    | Nationale Sluitingsprijs     | 1.1       | Jens Debusschere            | |
| 20    | Chrono des Nations           | 1.1       | Tony Martin                 | |
|       |                              |           |                             | |
| 1     | Jens Debusschere             |           |                             | |
| 2     | John Degenkolb               |           |                             | |
| 3     | Tyler Farrar                 |           |                             | |
| 4     | John Degenkolb               |           |                             | |

## Professionele continentale ploegen 2013
In december 2013 werden de 22 professionele continentale ploegen bekendgemaakt door de UCI. Zeventien daarvan hadden een Europese licentie en reden dus in de UCI Europe Tour 2013.

## Eindstanden
| Rang | Renner              | Punten |
| ---- | ------------------- | ------ |
| 1    | Riccardo Zoidl      | 531,5  |
| 2    | Bryan Coquard       | 484    |
| 3    | Davide Rebellin     | 430    |
| 4    | Matej Mugerli       | 387    |
| 5    | Thomas Voeckler     | 369    |
| 6    | Michael Van Staeyen | 367    |
| 7    | Radoslav Rogina     | 354    |
| 8    | Jonathan Hivert     | 334    |
| 9    | Vitalij Boets       | 320,67 |
| 10   | Gerald Ciolek       | 315    |

| Rang | Ploegen                     | Punten  |
| ---- | --------------------------- | ------- |
| 1    | Team Europcar               | 1502,6  |
| 2    | IAM Cycling                 | 1334,34 |
| 3    | Topsport Vlaanderen-Baloise | 1168,5  |
| 4    | Androni Giocattoli          | 1149,2  |
| 5    | Gourmetfein Simplon         | 1028    |
| 6    | Adria Mobil                 | 1000    |
| 7    | Vini Fantini-Selle Italia   | 927,4   |
| 8    | CCC Polsat Polkowice        | 907,34  |
| 9    | Sojasun                     | 891,5   |
| 10   | Rabobank Development Team   | 877     |

| Rang | Land       | Punten  |
| ---- | ---------- | ------- |
| 1    | Frankrijk  | 2753,25 |
| 2    | Italië     | 2742,2  |
| 3    | België     | 1772,17 |
| 4    | Duitsland  | 1570    |
| 5    | Spanje     | 1494    |
| 6    | Nederland  | 1441,25 |
| 7    | Tsjechië   | 1433,22 |
| 8    | Oekraïne   | 1365,69 |
| 9    | Slovenië   | 1276    |
| 10   | Oostenrijk | 1227    |

2005 · 
2006 · 
2007 · 
2008 · 
2009 · 
2010 · 
2011 · 
2012 · 
2013 · 
2014 · 
2015 · 
2016 · 
2017 ·
2018 ·
2019 ·
2020 ·
2021 ·
2022 ·
2023 ·
2024 ·
2025
Belangrijkste etappewedstrijden

Internationaal Wegcriterium · Driedaagse Brugge-De Panne · Ronde van de Alpen · Vierdaagse van Duinkerke · Ronde van Beieren · Ronde van Noorwegen · Ronde van België · Ronde van Luxemburg · Ronde van Oostenrijk · Ronde van Wallonië · Ronde van Burgos · Ronde van Denemarken · Arctic Race of Norway · Ronde van Groot-Brittannië
Belangrijkste eendaagse wedstrijden

Trofeo Laigueglia · GP Lugano · GP Nobili Rubinetterie · Dwars door Vlaanderen · Scheldeprijs · Brabantse Pijl · GP Kanton Aargau · Brussels Cycling Classic · GP Fourmies · Primus Classic Impanis-Van Petegem · Ronde van de Drie Valleien · Milaan-Turijn · Ronde van Piemonte · Ronde van het Münsterland · Ronde van Emilia · Parijs-Tours · GP Bruno Beghelli